# 韋科洛亞村 (夏威夷州)
韋科洛亞村（英語：Waikoloa Village）是位於美國夏威夷州夏威夷縣的一個人口普查指定地區。

## 地理
韋科洛亞村的座標為19°56′29″N 155°47′34″W / 19.94139°N 155.79278°W，而該地最高點為海拔高度125米（即410英尺）。

## 人口
根據2010年美國人口普查的數據，韋科洛亞村的面積為46.20平方千米，均為陸地。當地共有人口6362人，而人口密度為每平方千米137人。